# تیشبایت (ترانه)
«تیشبایت» (به انگلیسی: Tishbite) تک‌آهنگی از گروهٔ موسیقی اسکاتلندی کوکتو تویینز می‌باشد که در مارس سال ۱۹۹۶ از سوی فونتانا رکوردز منتشر گردید. «تیش‌بایت» اولین تک‌آهنگ از آلبوم شیر و بوسه‌ها که به جدول ۲۰ ترانهٔ برتر بریتانیا رسید، بود که منتشر شد. نام ترانه برگرفته از لقب حضرت الیاس می‌باشد.